# Quận Crawford, Georgia

Quận Crawford là một quận trong tiểu bang Georgia, Hoa Kỳ. Quận lỵ đóng ở thành phố Knoxville 6. Theo điều tra dân số năm 2000 của Cục điều tra dân số Hoa Kỳ, quận có dân số 12.495 người 2. Năm 2007, ước tính dân số quận là 12.483 người.

## Thông tin nhân khẩu
Theo điều tra dân số 2 năm 2000, quận đã có dân số 12.495 người, 4.461 hộ, và 3.457 gia đình sống trong quận. Mật độ dân số là 38 người cho mỗi dặm vuông (15/km ²). Có 4.872 đơn vị nhà ở với mật độ trung bình là 15 cho mỗi dặm vuông (6/km ²). Cơ cấu chủng tộc của dân cư quận gồm có 72,85% người da trắng, 23,80% da đen hay Mỹ gốc Phi, 0,37% người Mỹ bản xứ, 0,17% người châu Á, 0,02% người đảo Thái Bình Dương, 1,81% từ các chủng tộc khác, và 0,98% từ hai hoặc nhiều chủng tộc. 2,41% dân số là người Hispanic hay Latino thuộc chủng tộc nào. 
Có 4.461 hộ, trong đó 37,50% có trẻ em dưới 18 tuổi sống chung với họ, 60,50% là các cặp vợ chồng sống với nhau, 12,60% có chủ hộ là nữ không có mặt chồng, và 22,50% là không lập gia đình. 18,80% của tất cả các hộ gia đình đã được tạo thành từ các cá nhân và 6,30% có người sống một mình 65 tuổi trở lên đã được người. Bình quân mỗi hộ là 2,78 và cỡ gia đình trung bình là 3,14. 
Trong quận, độ tuổi dân số với 27,60% ở độ tuổi dưới 18, 7,90% 18-24, 31,60% 25-44, 23,70% 45-64, và 9,20% 65 tuổi trở lên. Tuổi trung bình là 35 năm. Cứ mỗi 100 nữ có 100,50 nam giới. Cứ mỗi 100 nữ 18 tuổi trở lên, đã có 97,60 nam giới. 
Thu nhập trung bình cho một hộ gia đình trong quận đã đạt 37.848 Mỹ kim, và thu nhập trung bình cho một gia đình là 41.799 USD. Nam giới có thu nhập trung bình 31.099 đô la Mỹ so với 21.138 đô la Mỹ cho phái nữ. Thu nhập bình quân đầu người đạt 15.768 USD. Giới 12,70% gia đình và 15,40% dân số sống dưới mức nghèo khổ, trong đó có 17,20% những người dưới 18 tuổi và 23,80% có độ tuổi từ 65 trở lên. 